# Águia tricéfala

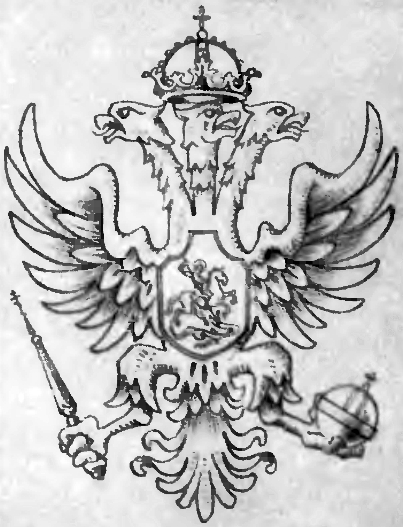
O desenho de águia tricéfala usado por Miguel I da Rússia

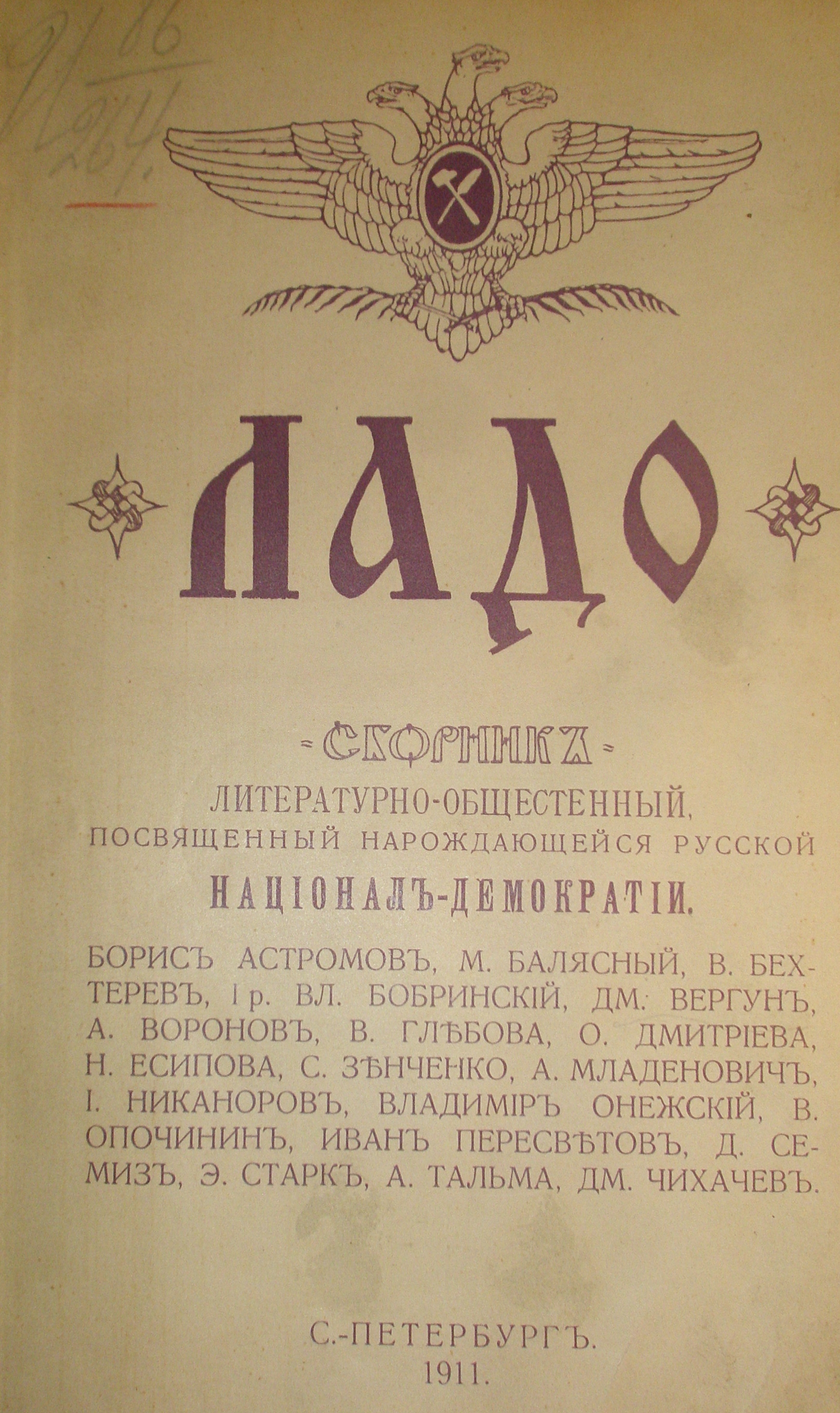
Página de título de Lado (1911)

A águia tricéfala é uma ave mitológica ou heráldica de três cabeças, uma espécie de versão aumentada da águia bicéfala.
Uma águia tricéfala é mencionada no livro apócrifo de Esdras latino, aparecendo em um sonho do sumo sacerdote Esdras. Num conto de fadas checheno, uma águia de três cabeças figura como um adversário monstruoso que deve ser morto pelo herói. Öksökö (Өксөку) é o nome de uma águia com duas ou três cabeças no folclore iacuto e dolgan.
Excepcionalmente, uma águia tricéfala (ou melhor, uma águia com duas cabeças adicionais montadas nas pontas de suas asas) é mostrada como brasão do minnesinger Reinmar von Zweter (c. 1200–1248) no Codex Manesse (c. 1300). Uma representação não relacionada do Reichsadler com três cabeças é encontrada no Wappenbuch de Conrad Grünenberg (1483). Um pássaro tricéfalo (não necessariamente uma águia) também é encontrado no manuscrito ilustrado do médio baixo-alemão Splendor Solis, datado da década de 1530.
O cetro do czar Miguel I da Rússia foi decorado com uma águia tricéfala, e representações do design são encontradas no simbolismo russo. A antologia literária Lado, publicada em 1911, abre com um poema "Águia Eslava" (Славянский орел) de Dmitriy Vergun, no qual as três cabeças são explicadas como representando a união de três raças que contribuíram para a gênese da Rússia, a cabeça "ocidental" representando os varegues, a "cabeça oriental" os mongóis e a cabeça central os eslavos.
A Águia Tricéfala (1944) de A. Ferris discute o destino dos povos da Europa com base no Esdras latino.